# Consistório Ordinário Público de 1899

## Cardeais Eleitores
| Nº                 | País               | Nome                                    | Idade              | Cargo                                                    | Título ou Diaconia                                    |
| Cardeais eleitores | Cardeais eleitores | Cardeais eleitores                      | Cardeais eleitores | Cardeais eleitores                                       | Cardeais eleitores                                    |
| ------------------ | ------------------ | --------------------------------------- | ------------------ | -------------------------------------------------------- | ----------------------------------------------------- |
| 1                  | Itália             | Giovanni Battista Casali del Drago      | 61                 | Patriarcado Latino de Constantinopla                     | Cardeal-presbítero de Santa Maria da Vitória          |
| 2                  | Itália             | Francesco di Paola Cassetta             | 57                 | patriarca latino de Antioquia                            | Cardeal-presbítero de São Crisógono                   |
| 3                  | Itália             | Gennaro Portanova                       | 53                 | Arcebispo de Reggio Calabria-Bova                        | Cardeal-presbítero de São Clemente                    |
| 4                  | Itália             | Giuseppe Francica-Nava de Bontifè       | 52                 | Arcebispo de Catania                                     | Cardeal-presbítero de São João e São Paulo            |
| 5                  | Itália             | Agostino Ciasca, O.E.S.A.               | 64                 | Secretário da Congregação para a Evangelização dos Povos | Cardeal-presbítero de São Calisto                     |
| 6                  | França             | François-Désiré Mathieu                 | 60                 | Arcebispo da Toulouse                                    | Cardeal-presbítero de Santa Sabina                    |
| 7                  | Itália             | Pietro Respighi                         | 55                 | Arcebispo de Ferrara                                     | Cardeal-presbítero de Santos Quatro Mártires Coroados |
| 8                  | Itália             | Agostino Richelmy                       | 48                 | Arcebispo de Turim                                       | Cardeal-presbítero de Santo Eusébio                   |
| 9                  | Áustria            | Jakob Missia                            | 60                 | Arcebispo de Görz e Gradisca                             | Cardeal-presbítero de Santo Estêvão no Monte Celio    |
| 10                 | Itália             | Luigi Trombetta                         | 79                 | Secretário da Congregação de Bispos e Regulares          | Cardeal-diácono de Santo Eustáquio                    |
| 11                 | Espanha            | José Calassanç Vives y Tuto, O.F.M.Cap. | 45                 | Frade da Ordem dos Frades Menores Capuchinhos            | Cardeal-diácono de Santo Adriano no Fórum             |
| In Pectore         |                    |                                         |                    |                                                          |                                                       |
| 12                 | Itália             | Francesco Salesio Della Volpe           | 58                 | Secretário de Secretaria de Estado da Santa Sé           | Revelado no Consistório Ordinário Público de 1901     |
| 13                 | Itália             | Alessandro Sanminiatelli Zabarella      | 54                 | Prefeito da Câmara Apostólica                            | Revelado no Consistório Ordinário Público de 1901     |